# Paul Goeminne
Paul Goeminne (1888. – ?) Európa-bajnok belga válogatott jégkorongozó, olimpikon.
Az 1920. évi nyári olimpiai játékokon vett részt és a jégkorongtornán játszott a belga csapatban. A lebonyolítás érdekessége, hogy egyből a negyeddöntőben kezdtek és a svédek voltak az ellenfelek. 8–0-ra kikaptak és egy mérkőzés után véget is ért számukra az olimpia.
A belga CPB volt a klubcsapata.
1913-ban Európa-bajnok lett a belga csapattal.